# 第6軍 (德國國防軍)
第6军（德語：VI. Armeekorps (VI.AK)）是德国国防军的一个步兵军。最初于1934年10月在明斯特德国防卫军第6师组建。

## 战斗序列
- 1940年6月：第15和第205步兵师
- 1941-42年第6、26、110、161和256步兵师；第1装甲师；重型火炮、烟雾发射器、反坦克和先锋分遣队
- 1943年11月：第14、206、246和256步兵师；第211师的一部分；维捷布斯克驻军；反坦克分队
- 1944年6月：第14、95、197、256和299步兵师；第281突击炮旅
- 1945年3月：第131和第61步兵师；第18装甲掷弹兵师

## 历任军长
- 京特·冯·克鲁格炮兵上将（1935年4月1日-1938年11月24日）
- 奥托-威廉·福斯特工兵上将（1938年11月24日–1941年12月31日）
- 布鲁诺·比勒步兵上将（1942年1月1日-1942年10月31日）
- 汉斯·约旦步兵上将（1942年11月1日－1944年5月20日）
- 格奥尔格·菲佛步兵上将（1944年5月20日–1944年6月28日，阵亡任上）
- 赫尔姆斯·魏德林炮兵上将（1944年6月28日–1944年8月11日）
- 霍斯特·格罗斯曼步兵上将（1944年8月11日–1945年1月）
- 拉尔夫·格拉夫·冯·奥里奥拉中将（1945年1月）
- 霍斯特·格罗斯曼步兵上将（1945年1月-1945年5月8日）